# Ilha de Ely

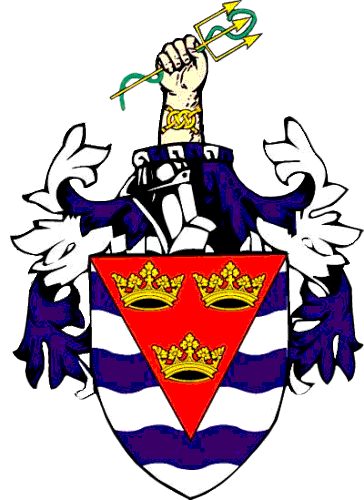
Brasão de armas da Ilha de Ely.

A Ilha de Ely é uma região histórica em torno da cidade de Ely em Cambridgeshire, Inglaterra. Ela costumava ser um condado em seu próprio direito.

## Etimologia
Diz-se que seu nome significa "ilha de enguias", uma referência às criaturas que muitas vezes foram capturadas nos rios locais para alimentação. Esta etimologia foi registrada pela primeira vez pelo Venerável Beda.

## História

Ilha de Ely 1648 por J Blaeu

Até o século XVII, a região era uma ilha cercada por uma grande área de brejo, um tipo de pântano. Era covetada como uma área difícil de penetrar, e foi controlada no início do período medieval pelos Gyrwas, uma tribo anglo-saxã. Após o seu casamento, em 652, Tondbert, um príncipe dos Gyrwas, deu a Eteldreda (que se tornou Santa Eteldreda), filha do rei Anna da Ânglia Oriental, a Ilha de Ely. Ela posteriormente fundou um mosteiro na região, que foi destruído por invasores viquingues em 870, mas foi reconstruído e tornou-se uma famosa catedral e santuário. Os brejos foram finalmente drenados a partir de 1626 usando uma rede de canais projetados por especialistas holandeses. Muitos habitantes se opunham à drenagem, uma vez que privava alguns deles de seus meios de subsistência tradicional; atos de vandalismo em diques, valas e comportas eram comuns, mas a drenagem foi concluída até o final do século.
As defesas naturais da região desempenharam um papel na história militar da Inglaterra. Após a conquista normanda, a ilha tornou-se um refúgio para as forças inglesas sob o conde Morcar, Bispo Etelvino de Durham e Herevardo, o Vigilante em 1071. A área foi tomada por Guilherme, o Conquistador, somente após uma luta prolongada.
Em 1139 eclodiu a guerra civil entre as forças do rei Estêvão e a imperatriz Matilde. O Bispo Nigel de Ely, um apoiante de Matilde, tentou sem sucesso manter a ilha. Em 1143 Godofredo de Mandeville se rebelou contra Estêvão, e fez sua base na ilha. Godofredo foi mortalmente ferido em Burwell em 1144.
Em 1216, durante a Primeira Guerra dos Barões, a Ilha foi em vão defendida contra o exército do rei João. Ely participou da revolta camponesa de 1381.

## Administração

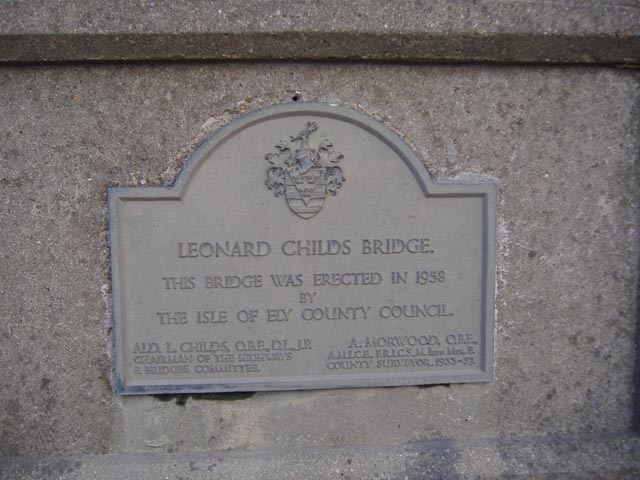
Esta placa em Chatteris serve como um lembrete do estatuto de condado da ilha.

De 1107 até 1837, a ilha estava sob a jurisdição do Bispo de Ely, que nomeou um Chefe de Justiça e exerceu poderes temporais dentro da Liberdade de Ely. Esta jurisdição temporal originou-se de um foral concedido pelo rei Edgar em 970, e confirmado por Eduardo, o Confessor e Henrique I ao abade da região. O último monarca estabeleceu Ely como o assento de um bispo em 1107, tornando a região um condado palatino sob o bispo. Um decreto do parlamento em 1535/6 encerrou o estatuto de palatino da Ilha, com todos os juízes de paz a serem indicados por carta-patente emitida sob o grande selo e garantindo que fossem emitidos em nome do rei. No entanto, o bispo manteve competência exclusiva em matéria civil e penal, e era custos rotulorum. Um xerife de justiça foi nomeado de forma vitalícia pelo bispo, e executou as funções de alto xerife dentro da Liberdade, que também dirigiu o governo da cidade de Ely.
O Ato de Liberdade de Ely 1837 encerrou os poderes seculares do bispo da Ilha. A área foi declarada uma divisão de Cambridgeshire, com o direito de nomear juízes revestidos à coroa. Após o Ato de 1837 a Ilha manteve Sessões Trimestrais separadas, e formou a sua própria polícia.
Sob a Lei Local de Governo de 1888, que propôs a introdução de conselhos municipais eleitos, a Ilha caminhava para se tornar parte de Cambridgeshire. Após a intervenção do membro local do parlamento, Charles William Selwyn, a Ilha de Ely foi constituída um condado administrativo separado em 1889. O concelho era pequeno em termos de área e população, e sua abolição foi proposta pela Comissão de Fronteiras do Governo Local (CFGL) em 1947. O relatório da CFGL não foi posto em prática, e o condado administrativo sobreviveu até 1965. Seguindo as recomendações da Comissão Local de Governo para a Inglaterra, em 1º de abril de 1965 a maior parte da área foi fundida para formar Cambridgeshire e Ilha de Ely, com o Distrito Rural Thorney indo até Huntingdon e Peterborough.

### Subdivisões
Em 1894, o condado foi dividido em distritos, com os distritos rurais sendo Ely, Thorney, Whittlesey, Wisbech, North Witchford, e os distritos urbanos eram Ely, March, Whittlesey e Wisbech (o única bairro municipal). O Distrito Rural de Whittlesey consistia em apenas uma paróquia (Whittlesey Rural), que foi adicionada à zona urbana de Whittlesey, em 1926.
A circunscrição parlamentar da Ilha de Ely foi criada como um assento de dois membros no Primeiro e Segundo Protetorado do Parlamento entre 1654 e 1659. A constituição foi recriada com um único assento em 1918. Nas mudanças de fronteira de 1983, foi substituído pelo nova região eleitoral de North East Cambridgeshire. Os documentos históricos originais relativos à Ilha de Ely são detidos pela Cambridgeshire Archives and Local Studies no County Record Office, em Cambridge.

## Brasão
Ao Conselho do Condado da Ilha do Ely foi concedido um brasão de armas em 1º de maio de 1931. Precedente à concessão o Conselho tem vindo a utilizar o brasão da Diocese de Ely: Goles, três coroas ducais e uma mitra. Na concessão 1931, prata e ondas azuis foram adicionados ao brasão episcopal, para sugerir que o concelho era uma "ilha". A crista acima do escudo era uma mão humana segurando um tridente em torno do qual uma enguia era entrelaçada, referindo-se a derivação popular de "Ely". No pulso da mão ficava um "Wake knot", representando Herevardo, o Vigilante.